# Chapelle Saint-Jean de Soulaines-Dhuys
La chapelle Saint-Jean est une chapelle située à Soulaines-Dhuys, en France. C'est l'une des églises à pans de bois du Pays du Der.

## Description
Bâtie sur un plan rectangulaire en pans de bois, elle possède un auvent et un clocher en écailles de bois à huit pans.
C'est le plus petit monument à pans de bois de l'Aube. 
Architecture particulière :
- Les ouvertures à barreaux en bois avaient été installés afin que les malades (lépreux) puissent assister à la messe et recevoir l'hostie.
- Le porche en arc trilobé afin d'imiter le style gothique.

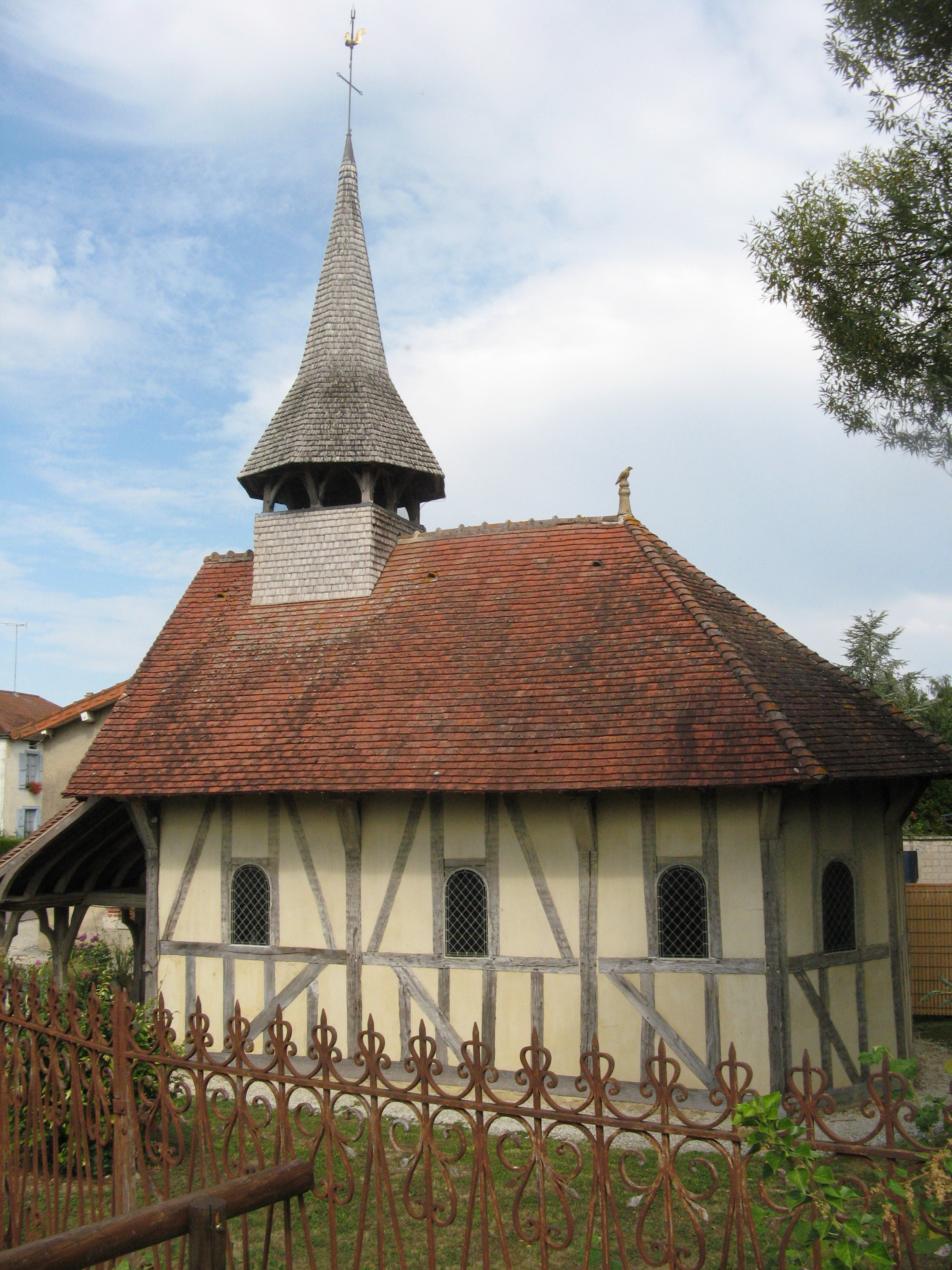
On remarque la signature des charpentiers sur chacune des poutres. La cloche date de 1543.  - Vue sud-est
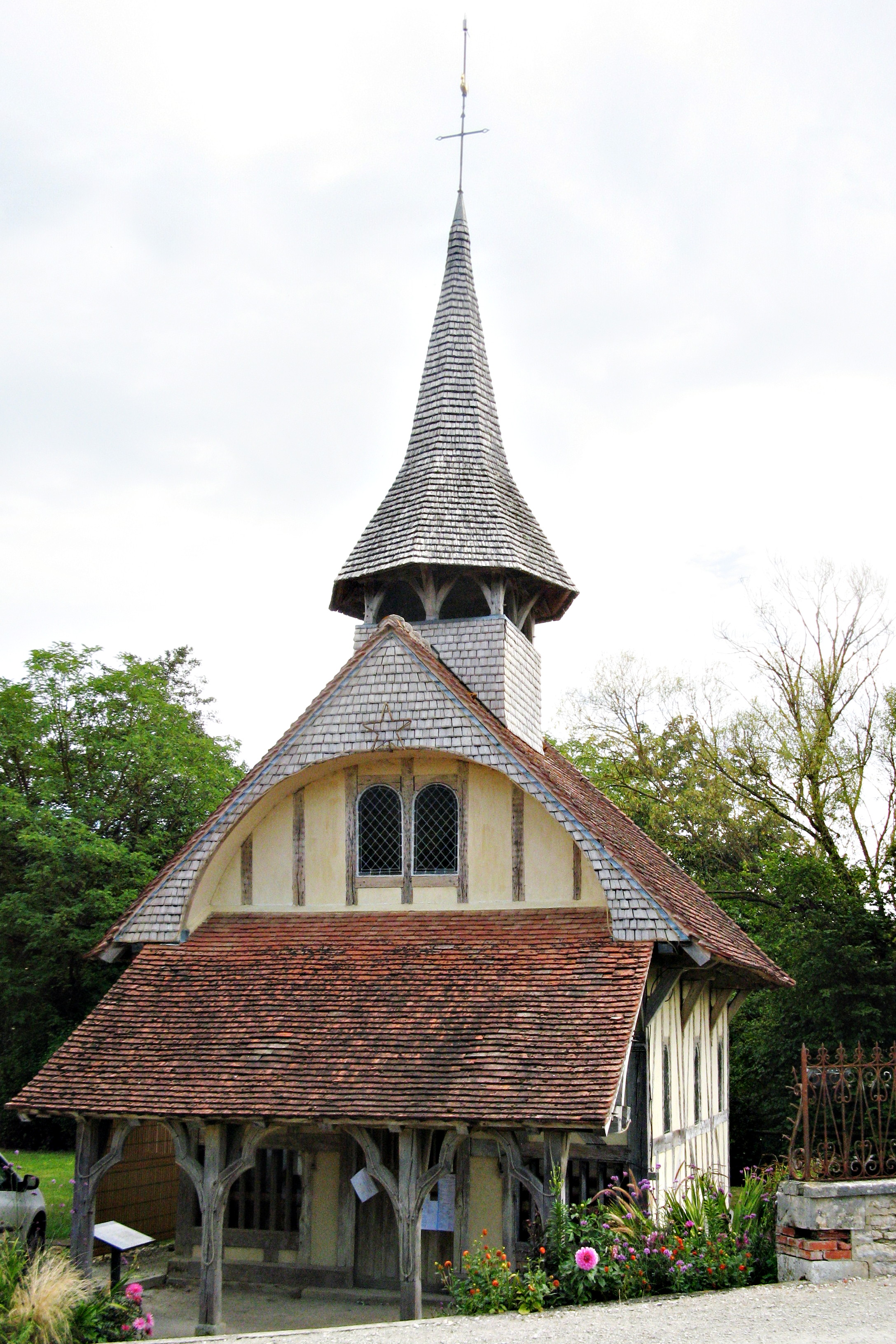
Vue ouest
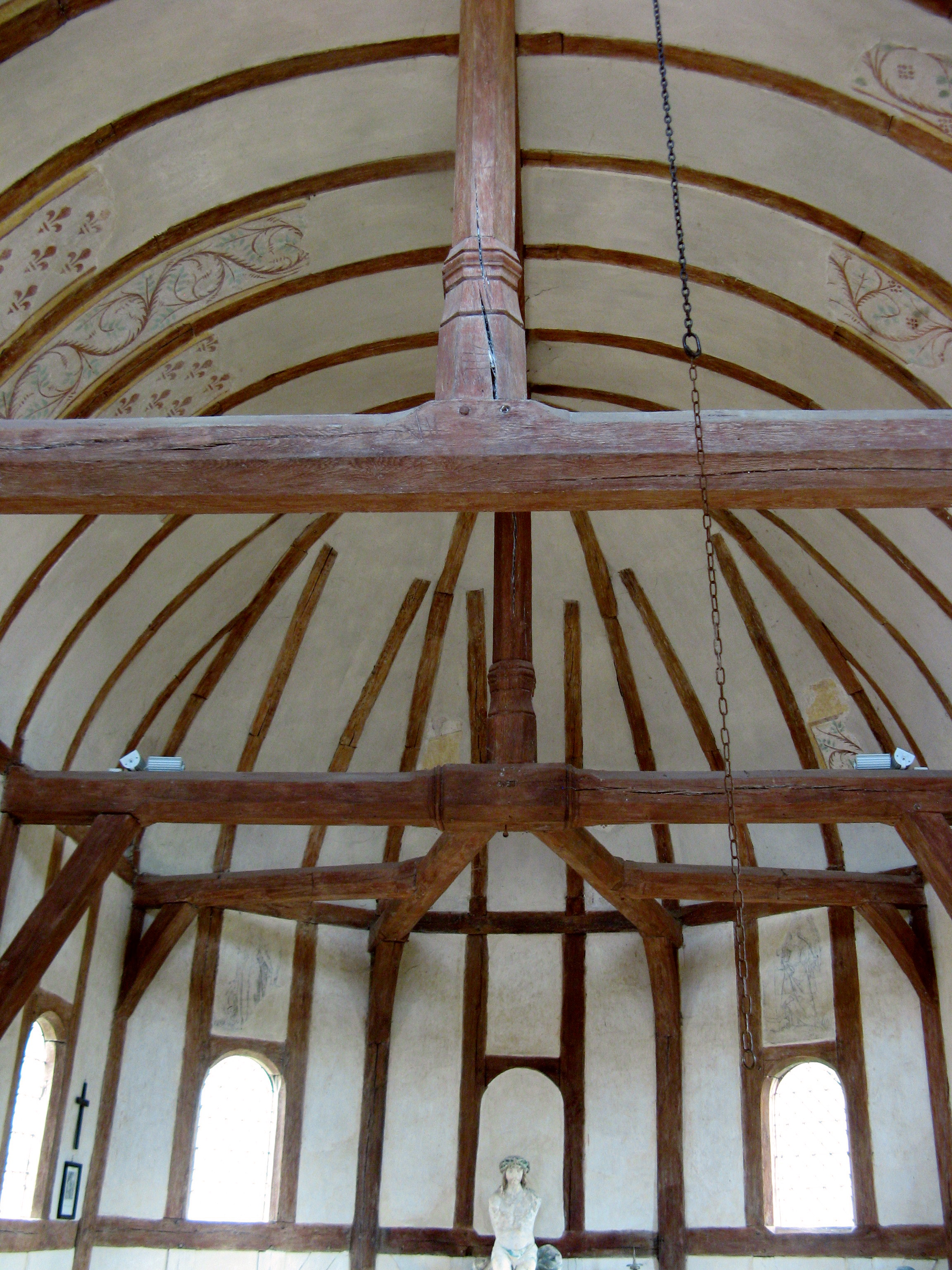
Charpente
  - Vue ouest
  - Charpente

### Mobilier
Un antependium sur bois peint, les autres tableaux ayant été déplacés vers l'église, un Christ de pitié en calcaire peint, .

## Localisation
La chapelle est située sur la commune de Soulaines-Dhuys, dans le département français de l'Aube.

## Historique
Cette chapelle en bois bâtie de 1484 à 1504 est une subsistance de l'hôpital fondé avant 1407.
Anciennement appelée chapelle de la Maladière.
Restaurée à deux reprises par les Beaux-Arts, en 1928 et 1931.
L'édifice est classé au titre des monuments historiques en 1921.